# Евагрий (префект претория)
Евагрий (лат. Evagrius) — римский политический деятель первой половины IV века. Евагрий трижды занимал должность префекта претория: в 326, 329—331, 336—337 годах.
Возможно, его сыном был наместник Сирии Плутарх.